# Rio Chelder
O rio Chelder (em turco: Çıldır çayı[a]; em armênio: Չելդերի / Չըլտըրի գետ; romaniz.: Čelderi / Čəldəri get), Chaldir (Չալդիրի, Čaldiri) ou Childir (Չիլդիրի, Čildiri) é um rio da bacia hidrográfica do rio Aras como um dos tributários na margem esquerda do rio Carse, na província de Carse, na Turquia. Nasce no lago Chelder e se junta ao Carse depois de recebe as águas de seus afluentes Zarixata e Polade. No século V, foi chamado Grande Rio (Mec' get).